# Habropoda eurycephala
Habropoda eurycephala är en biart som beskrevs av Wu 1991. Habropoda eurycephala ingår i släktet Habropoda och familjen långtungebin. Inga underarter finns listade i Catalogue of Life.